# Скоромовка
Скоромовка, швидкомовка або чистомовка — жанр як фольклорного, так і літературного походження: дотепна гра спеціально скомпонованих важковимовних слів, і звуків, що створюють труднощі для швидкої й виразної вимови слів. Зазвичай має форму ритмізованої прози, іноді римованої. Зміст скоромовки найчастіше жартівливий: «Про Прокопа й про прокопенят»; «Ходить посмітюха по смітнику з посмітюшенятами».
Скоромовку можна застосовувати для тренування артикуляційного апарату. Також скоромовки — поширений засіб, за допомогою якого виправляються дефекти мови у дітей.
Ще можна сказати що скоромовки це вірші які потрібно скоро мовити тому їх називають скоромовками.

## Приклади
Бабрились в брудній баюрі

Два бобри брунатно-бурі:

— Правда, брате бобре, добре?

— Дуже добре, брате бобре!

Хитру соро́ку спіймати моро́ка,

А на со́рок соро́к — со́рок моро́к.

Гей, малий, скажи малому

Хай малий малому скаже,

Хай малий теля прив'яже.

Цей ковпак зроблений не по-ковпаківськи.

Треба його перековпакувати, щоб він був перековпакований.

Кричав Архип, Архип охрип,

Не треба Архипу кричати до хрипу.

Вередували вереднички,

Що не зварили вареничків.

Не вередуйте, вередниченьки,

Ось поваряться варениченьки.

На городі стоїть верба найкорчукуватіша.

Босий хлопець сіно косить,

Роса росить ноги босі.

Дзижчить над житом жвавий жук,

Бо жовтий він вдягнув кожух.

Синку, принеси синьку.

Принеси синьку, Васильку.

Через грядку гріб тхір ямку.

Галасливі ґави й галки в гусенят взяли скакалки. Гусенята їм ґелґочуть, що й вони скакати хочуть.